# Distenia dillonorum
Distenia dillonorum es una especie de escarabajo longicornio del género Distenia, categorizada en la tribu Disteniini, de la orden Coleoptera. Fue descrita por Lingafelter en 2007.

## Descripción
Mide 21-24 mm de longitud.

## Distribución
Se distribuye por Fiyi.